# Alpina quadrifaria
Alpina quadrifaria är en fjärilsart som beskrevs av Sulzer 1776. Alpina quadrifaria ingår i släktet Alpina och familjen mätare. Inga underarter finns listade i Catalogue of Life.